# Vijay Sundar Prashanth
Vijay Sundar Prashanth (nació en Chennai, India, el 27 de octubre de 1986) es un jugador de tenis indio.
Mayot su ranking ATP más alto de singles fue el número 335, logrado el 5 de octubre de 2015. Su ranking ATP más alto de dobles fue el número 161, logrado el 20 de marzo de 2023.
En septiembre de 2024, gana su primer título ATP en dobles junto con Jeevan Nedunchezhiyan en el Torneo de Hangzhou 2024, derrotando a Constantin Frantzen y Hendrik Jebens en la final. 

## Títulos ATP (1; 0+1)

### Dobles (1)
| Leyenda                         |
| Grand Slam (0)                  |
| ATP Wourld Tour Finals (0)      |
| ATP Masters 1000 World Tour (0) |
| ATP World Tour 500 series (0)   |
| ATP World Tour 250 series (1)   |

| N.º | Fecha                    | Torneos  | Superficie | Pareja                | Oponentes en la final              | Resultado           |
| --- | ------------------------ | -------- | ---------- | --------------------- | ---------------------------------- | ------------------- |
| 1.  | 24 de septiembre de 2024 | Hangzhou | Dura       | Jeevan Nedunchezhiyan | Constantin Frantzen Hendrik Jebens | 4-6, 7-6(5), [10-7] |

## Títulos ATP Challenger (4; 0+4)

### Dobles (4)
| N.º | Fecha      | Torneo                                  | Superficie | Pareja               | Oponentes en la final           | Resultado              |
| --- | ---------- | --------------------------------------- | ---------- | -------------------- | ------------------------------- | ---------------------- |
| 1.  | 29.10.2017 | Challenger de Ho Chi Minh City          | Dura       | Saketh Myneni        | Ben McLachlan Go Soeda          | 7-6(3), 7-6(5)         |
| 2.  | 24.11.2018 | Challenger de Pune                      | Dura       | Ramkumar Ramanathan  | Cheng-peng Hsieh Tsung-hua Yang | 7-6(3), 6-7(5), [10-7] |
| 3.  | 4.03.2023  | Challenger de Pune                      | Dura       | Anirudh Chandrasekar | Toshihide Matsui Kaito Uesugi   | 6-1, 4-6, [10-3]       |
| 4.  | 25.03.2023 | Challenger de Les Franqueses del Vallès | Dura       | Anirudh Chandrasekar | Purav Raja Divij Sharan         | 7-5, 6-1               |